# Чемпионат мира по академической гребле 2011
41-й чемпионат мира по академической гребле прошёл 28 августа — 4 сентября 2011 года в словенском городе Блед на озере Блейско.
На чемпионате были разыграны олимпийские лицензии на Игры-2012 в Лондоне. Принцип отбора был следующий: в каждой из 14 дисциплин страна может выставить не больше одного экипажа. По итогам чемпионата мира в Словении в Лондон напрямую попадут по 11 лучших экипажей во всех мужских дисциплинах, кроме восьмёрок, где необходимо оказаться не ниже седьмого места. В женской части квота чуть меньше: восемь лучших экипажей в двойках, семь — в четвёрках, девять — в одиночках и пять — в восьмёрках. В одиночках и парных двойках в лёгком весе несколько оставшихся путевок будут разыграны на континентальных отборочных регатах среди стран Азии, Африки и Латинской Америки осенью 2011 года и весной 2012 года. Ещё две-три лицензии в каждой дисциплине оставлены на заключительную отборочную регату в Швейцарии, которая пройдёт в конце мая . Два места в мужской и женской одиночках уже гарантированы хозяевам Игр, а ещё четыре вакансии могут быть распределены среди не квалифицировавшихся стран по решению трёхсторонней комиссии.
На чемпионате было разыграно 22 комплекта наград. Сборная Великобритании победила в общекомандном зачете, завоевав 12 медалей — пять золотых, три серебряных и четыре бронзовых. Второй стала команда Новой Зеландии (4-1-4), третьей — Австралии (3-3-2), четвёртой — Италии (2-4-2), пятой — Германии (2-3-2), шестой — США (2-1-1).
В четырнадцати олимпийских дисциплинах лучшие результаты показали сборные Новой Зеландии (4-1-3), Великобритании (3-3-4), Германии (2-2-0) и Австралии (2-1-2).

## Общий медальный зачёт
| Место | Страна         | Золото | Серебро | Бронза | Всего |
| ----- | -------------- | ------ | ------- | ------ | ----- |
| 1     | Великобритания | 5      | 3       | 4      | 12    |
| 2     | Новая Зеландия | 4      | 1       | 4      | 9     |
| 3     | Австралия      | 3      | 3       | 2      | 8     |
| 4     | Италия         | 2      | 4       | 2      | 8     |
| 5     | Германия       | 2      | 3       | 2      | 7     |
| 6     | США            | 2      | 1       | 1      | 4     |
| 7     | Греция         | 1      | 1       | 0      | 2     |
| 7     | Чехия          | 1      | 1       | 0      | 2     |
| 9     | Дания          | 1      | 0       | 2      | 3     |
| 10    | Бразилия       | 1      | 0       | 0      | 1     |
| 11    | Канада         | 0      | 2       | 2      | 4     |
| 12    | Швейцария      | 0      | 1       | 0      | 1     |
| 12    | Китай          | 0      | 1       | 0      | 1     |
| 12    | Беларусь       | 0      | 1       | 0      | 1     |
| 15    | Франция        | 0      | 0       | 1      | 1     |
| 15    | Нидерланды     | 0      | 0       | 1      | 1     |
| 15    | Хорватия       | 0      | 0       | 1      | 1     |
| Всего | Всего          | 22     | 22      | 22     | 66    |

## Медалисты

### Мужчины
| Дисциплина                                                                                 | Золото                                    | Время   | Серебро                                  | Время   | Бронза                                   | Время   |
| Одиночка (M1x) Отчёт                                                                       | Мэй Дриздейл Новая Зеландия               | 6.39,56 | Ондржей Синек Чехия                      | 6.40,05 | Алан Кэмпбелл Великобритания             | 6.44,86 |
| Двойка парная (M2x) Отчёт                                                                  | Новая Зеландия Натан Коэн Джозеф Салливан | 6.10,76 | Германия Ханс Грюне Штефан Крюгер        | 6.10,82 | Франция Седрик Беррест Жюльен Баян       | 6.14,31 |
| Четвёрка парная (M4x) Отчёт                                                                | Австралия                                 | 5.39,31 | Германия                                 | 5.39,56 | Хорватия                                 | 5.42,82 |
| Двойка распашная с рулевым (M2+) Отчёт Архивная копия от 6 февраля 2016 на Wayback Machine | Италия                                    | 6.56,45 | Австралия                                | 6.58,20 | Канада                                   | 7.00,76 |
| Двойка распашная без рулевого (M2-)                                                        | Новая Зеландия Эрик Мюррей Хамиш Бонд     | 6.14,77 | Великобритания Пит Рид Эндрю Триггз-Ходж | 6.16,27 | Италия Николо Морнати Лоренцо Карбончини | 6.21,33 |
| Четвёрка распашная без рулевого (M4-)                                                      | Великобритания                            | 5.55,18 | Греция                                   | 5.57,20 | Австралия                                | 5.58,44 |
| Восьмёрка с рулевым (M8+) Отчёт                                                            | Германия                                  | 5.28,81 | Великобритания                           | 5.30,83 | Канада                                   | 5.31,18 |
| Лёгкий вес. Одиночка (LM1x) Отчёт                                                          | Хенрик Стефансен Дания                    | 6.54,73 | Пьетро Рута Италия                       | 7.01,54 | Дункан Грант Новая Зеландия              | 7.03,30 |
| Лёгкий вес. Двойка парная (LM2x)                                                           | Великобритания Зак Пурчайз Марк Хантер    | 6.18,67 | Новая Зеландия Сторм Уру Петер Тэйлор    | 6.19,01 | Италия Лоренцо Бертини Элиа Луини        | 6.21,33 |
| Лёгкий вес. Четвёрка парная (LM4x)                                                         | Италия                                    | 6.00,95 | Германия                                 | 6.01,08 | Дания                                    | 6.02,81 |
| Лёгкий вес. Двойка распашная без рулевого (LM2-) Отчёт                                     | Великобритания Петер Чамберс Кирен Эмери  | 6.27,59 | Италия Лука Де Мария Армандо Дельквила   | 6.29,07 | Германия Бастиан Зайбт Ларс Вихерт       | 6.29,19 |
| Лёгкий вес. Четвёрка распашная без рулевого (LM4-) Отчёт                                   | Австралия                                 | 5.55,10 | Италия                                   | 5.56,33 | Великобритания                           | 5.57,33 |
| Лёгкий вес. Восьмёрка (LM8+)                                                               | Австралия                                 | 5.44,57 | Италия                                   | 5.44,73 | Дания                                    | 5.46,75 |

### Женщины
| Дисциплина                                | Золото                                       | Время   | Серебро                                    | Время   | Бронза                                                                             | Время   |
| Одиночка (W1x)                            | Мирка Кнапкова Чехия                         | 7.26,64 | Екатерина Карстен Беларусь                 | 7.28,68 | Эмма Твигг Новая Зеландия                                                          | 7.30,68 |
| Двойка парная (W2x)                       | Великобритания Анна Уоткинс Кэтрин Грейнджер | 6.44,73 | Австралия Керри Хор Ким Кроу               | 6.45,98 | Новая Зеландия Фиона Патерсон Анна Реймер                                          | 6.46,74 |
| Четвёрка парная (W4x) Отчёт               | Германия                                     | 6.18,37 | США                                        | 6.19,90 | Новая Зеландия Сара Грей Луиз Траппитт Фиона Бурк Ив Макфарлейн                    | 6.23,33 |
| Двойка распашная без рулевого (W2-) Отчёт | Новая Зеландия Джульетт Хэйг Ребекка Скоун   | 6.58,16 | Великобритания Хелен Гловер Хэтер Станнинг | 6.58,24 | Австралия Сара Тейт Кейт Хорнси                                                    | 7.03,98 |
| Четвёрка распашная без рулевого (W4-)     | США                                          | 6.30,30 | Австралия                                  | 6.31,18 | Нидерланды · Вианка ван Дорп · Оливия ван Ройн · Элизабет Хогерверф · Фемке Деккер | 6.34,06 |
| Восьмёрка с рулевым (W8+)                 | США                                          | 6.03,65 | Канада                                     | 6.04,39 | Великобритания                                                                     | 6.06,03 |
| Лёгкий вес. Одиночка (LW1x)               | Фабиана Белтраме Бразилия                    | 7.44,58 | Памела Вейсхаупт Швейцария                 | 7.48,24 | Лена Мюллер Германия                                                               | 7.50,44 |
| Лёгкий вес. Двойка парная (LW2x)          | Греция Христина Язидзиду Александра Циаву    | 6.59,80 | Канада Линдсей Дженнерич Патрисия Оби      | 7.03,46 | Великобритания Эстер Гудселл Софи Хоскинг                                          | 7.04,33 |
| Лёгкий вес. Четвёрка парная (LW4x)        | Великобритания                               | 6.28,14 | Китай                                      | 6.30,41 | США                                                                                | 6.33,91 |

## Россия на чемпионате мира по академической гребле 2011
Сборную России на чемпионате мира возглавили Юлия Левина и Сергей Федоровцев, который выступил в четверке парной с Никитой Моргачёвым, Владиславом Рябцевым и Игорем Саловым. Всего на чемпионате мира в Бледе были заявлены пять экипажей.
По итогам чемпионата мира сборная России завоевала две олимпийские лицензии в мужской четверке парной и в женской одиночке. Лучший результат — пятое место четверки парной.

## Состав сборной России

### Мужчины
Четверка без рулевого: Антон Заруцкий, Георгий Ефременко, Иван Подшивалов и Александр Кулеш.
Четверка парная: Владислав Рябцев, Сергей Фёдоровцев, Никита Моргачёв, Игорь Салов.
Легкий вес. Двойка парная: Юрий Щёлоков / Алексей Некрасов.
Четверка без рулевого: Дмитрий Ащин, Михаил Беликов, Евгений Синицын, Иван Кудрявцев.

### Женщины
Одиночка: Юлия Левина.